# Васильев, Борис Александрович (этнограф)
Борис Александрович Васильев (17 февраля 1899, Москва — 17 ноября 1976, Москва) — советский этнограф-сибиревед, антрополог, литературовед и религиозный деятель. Кандидат исторических наук, хранитель музейных фондов Музея антропологии МГУ (1936/1937—1940 и 1953—1960), член Тунгусской экспедиции (1927—1928). Подвергался антирелигиозным репрессиям.

## Биография
Родился 17 февраля 1899 года в Москве в семье врача. Учился в частной гимназии Андрея Адольфа на Арбате
В 1919—1925 годах обучался на биологическом отделении физико-математического факультета Московского университета по специальности «народоведение». Учился у профессора Б. А. Куфтина, принадлежавшего к культурно-исторической школе в этнографии.
Во время учёбы увлёкся русской религиозной философией, посещал семинар И. А. Ильина, где познакомился со священником Сергием Мечёвым. Вступил в общину Катакомбной церкви под руководством Алексия и Сергия Мечёвых и стал прихожанином храма Николая Чудотворца в Клённиках, пел в её духовном хоре.
С 1924 или 1925 года по 1929 год работал в Центральном музее народоведения (ЦМН), занимал должность старшего помощника заведующего отделом Сибири Б. А. Куфтина.
Принимал участие в двух этнографических экспедициях: Восточно-финской (1925) и Тунгусской (1927—1928). Тунгусская экспедиция была организована ЦМН и Антропологическим научно-исследовательским институтом Первого МГУ. В ходе тунгусской экспедиции посетил нанайцев Амура, нивхов Амура и Сахалина, орочей и удэгейцев Приморского края и ороков (уильта) Сахалина и собрал 836 предметов. C 15 июля по 20 сентября 1927 года работал у орочей, стал единственным членом экспедиции, наблюдавшим за ритуалом медвежьего праздника у орочей, сделал 189 фотографий орочей.
В 1929 году подвергся антирелигиозным репрессиям: вместе с другими членами общины Мечёвых был арестован и выслан в город Шенкурск Архангельской области на три года. В ссылке женился на Татьяне Ивановне Куприяновой.
С 1936 или 1937 года по 1940 год являлся заведующим отделом научных музейных фондов (хранителем музейных фондов) Музея антропологии МГУ. Был взят на работу в музей его директором М. С. Плисецким, несмотря на запрет жить
в Москве.
В 1938 году был тайно рукоположен в священный сан, но не занялся пастырским служением. Во время Второй мировой войны был отправлен в ссылку в Кировскую область, преподавал историю Древнего мира в педагогических институтах в Калинине (сейчас Тверь) и Рязани.
Позднее получил разрешение на проживание в Москве для завершения кандидатской диссертации. В 1946 году по материалам тунгусской экспедиции защитил диссертацию «Медвежий праздник орочей: опыт этнографического анализа обряда и мифологии» и получил учёную степень кандидата исторических наук.
С 1946 года возглавлял домашний религиозно-философский кружок и религиозную школу для детей в Москве. Среди его учеников был Александр Мень, который вспоминал о нём так:

Он был человеком не только глубокой веры, но и подлинным учёным, все интересующие его проблемы он исследовал обстоятельно, неторопливо, придерживаясь строго выверенных методов и фактов… Он считал, что религия и наука взаимодополняют друг друга.

После смерти Сталина в 1953 году был реабилитирован и окончательно вернулся в Москву. В 1953—1960 годах вновь являлся хранителем музейных фондов Музея антропологии МГУ. Принимал участие в подготовке тома «Народы Сибири» фундаментального издания «Народы мира», предположительно по приглашению М. Г. Левина.
В 1954 году умерла жена Васильева. В старости он увлёкся литературным творчеством А. С. Пушкина и написал книгу «Духовный путь Пушкина». Умер 17 ноября 1976 года в Москве, похоронен на Введенском кладбище.